# Pałac w Słupi pod Kępnem
Pałac w Słupi pod Kępnem – zabytkowy pałac we wsi Słupia pod Kępnem.
Piętrowy pałac wybudowany na planie prostokąta w 1878 przez Aleksandra Szembeka (1842–1918) juniora (1842–1919), syna Aleksandra (1815–1884). Od frontu piętrowy ryzalit podtrzymujący tympanon. Główne wejście poprzedzone schodami w portyku z dwoma kolumnami korynckimi i dwoma filarmi. Obiekt jest częścią zespołu pałacowego, w skład którego wchodzi jeszcze park.